# Lista Przebojów Programu Trzeciego

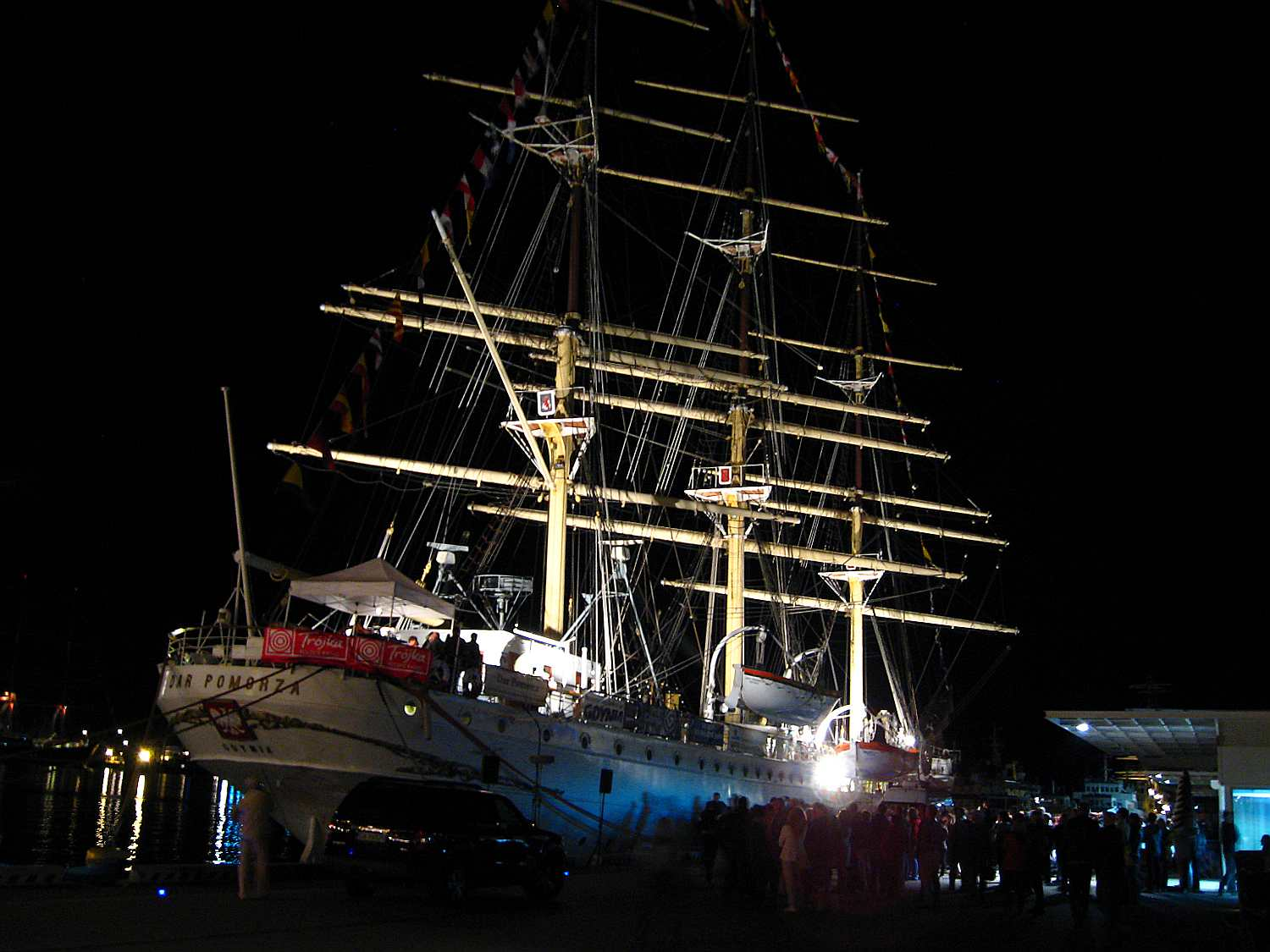
Mentre la maggior parte delle edizioni di LP3 viene trasmessa dallo studio Radio 3 a Varsavia, alcune vengono messe in onda da studi mobili installati in varie parti della Polonia, come quello qui raffigurato, del 2 settembre 2011 (elenco # 1544), allestito a bordo di una Dar Pomorza

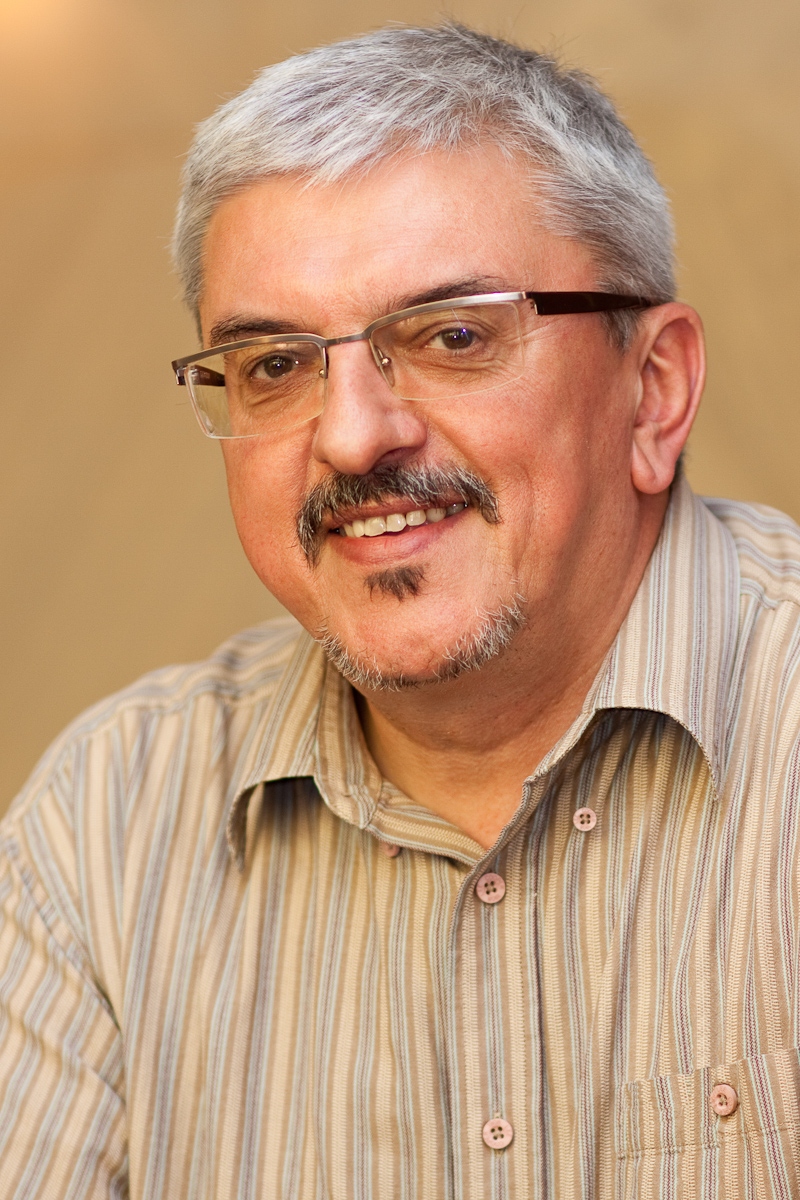
Marek Niedźwiecki, presentatore di lunga data di LP3

Lista Przebojów Programu Trzeciego (in italiano, classifica Radio Tre), meglio nota come LP3, è la più vecchia e più longeva classifica musicale polacca. Realizzata dalla Polskie Radio Program III, una sussidiaria della Polskie Radio, venne per la prima volta trasmessa il 24 aprile 1982. Inizialmente presentata da Marek Niedźwiecki, dal 2010 questi alterna con Piotr Baron.